# Hermann Bollé

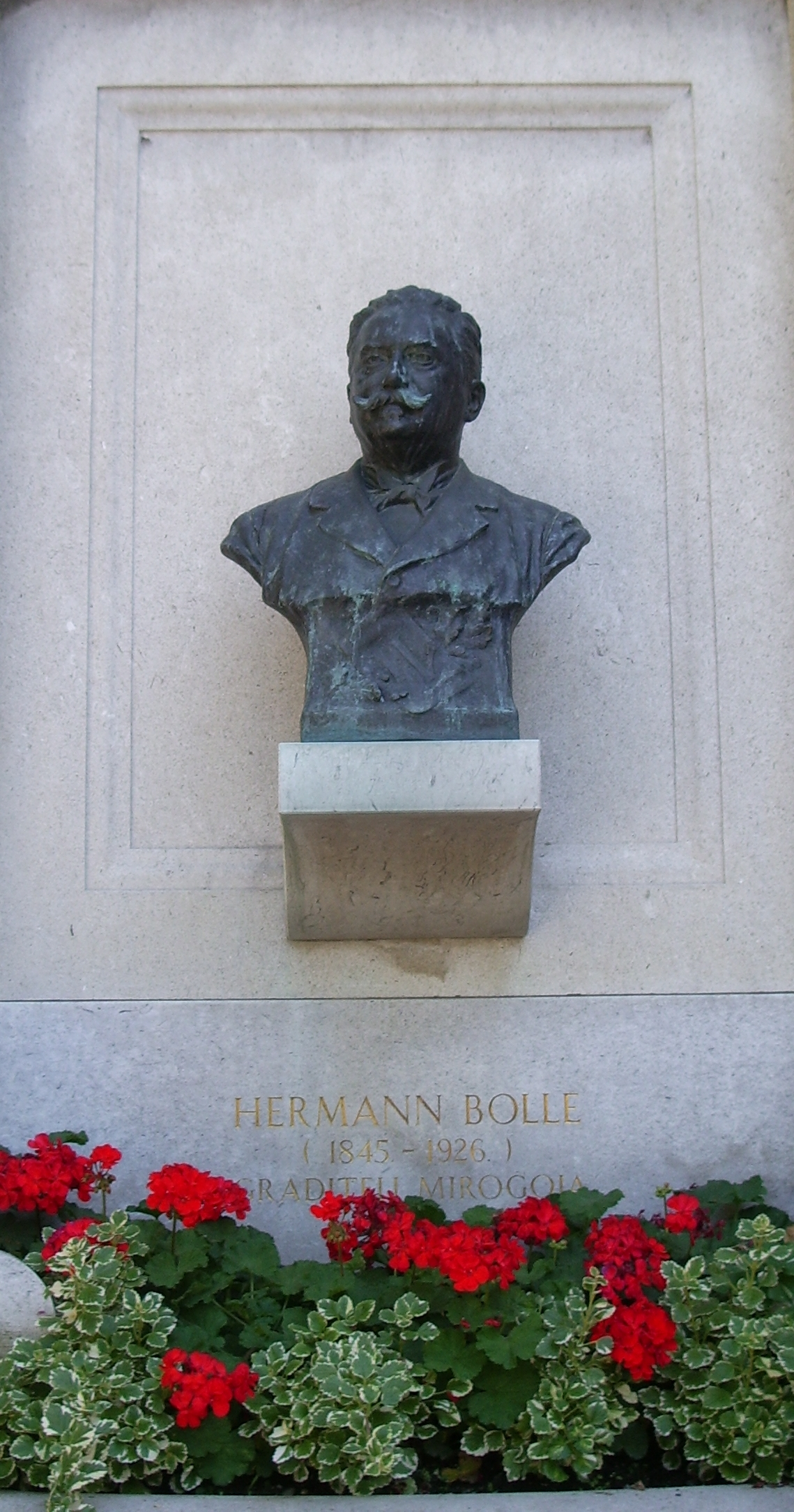
Busta Hermanna Bollé na hřbitově Mirogoj

Hermann Bollé (18. září 1845 Kolín nad Rýnem – 17. července 1926 Záhřeb) byl rakouský architekt francouzsko-německého původu, jeden z nejdůležitějších architektů působících v Chorvatsku.

## Život
Po absolvování stavební školy působil Hermann Bollé v ateliéru kolínského architekta Heinricha Wiethase, kde se podílel na projektech kostelů a sakrálních staveb. Od roku 1872 studoval architekturu na Akademii výtvarných umění ve Vídni a přitom pracoval v ateliéru významného rakouského architekta a stavitele katedrál Friedricha von Schmidta. V letech 1875 až 1876 pobýval v Itálii, kde se seznámil s biskupem Josipem Strossmayerem a malířem Izidorem Kršnjavim. Toto setkání svedlo jeho životní cestu do Chorvatska. Ještě v roce 1876 přišel do Đakova, kde po smrti architekta K. Rösnera pokračoval s Friedrichem von Schmidtem v dostavbě katedrály svatého Petra.
Ve stejném roce vedl restaurátorské práce na záhřebském kostele svatého Marka podle Schmidtových plánů. Bollé se v roce 1878 natrvalo usadil v Záhřebu. Zde byl ihned pověřen různými architektonickými, kulturními, sociálními a vzdělávacími projekty.
Bollé restauroval a v Chorvatsku postavil četné objekty v různých stylech, jako například budovu Muzea umění a řemesel (chorvatsky Muzej za umjetnost i obrt), Katedrálu Nanebevzetí Panny Marie, svatého Štěpána a svatého Ladislava v Záhřebu a hřbitov Mirogoj. V duchu romantismu renovoval křížové chodby v poutní obci Marija Bistrica, záhřebskou katedrálu, arcibiskupský palác a kurii v Kaptolu. V novogotickém stylu ztvárnil řeckokatolickou katedrálu Nejsvětější Trojice ve městě Križevci.
Bollé měl velký vliv na stavební rozvoj města a ovlivnil všechna důležitá rozhodnutí jeho vývoje, zejména v souvislosti s přestavbou po zemětřesení v roce 1880. Rozsáhle se věnoval jeho práci a projektům v oblasti užitého umění, od nábytku a divadelních kostýmů až po sklářské umění, šperky, nádobí nebo osvětlení a dalších.
Pozoruhodný je i Bollého kulturní a pedagogický vliv. Byl aktivním členem spolku milovníků umění a jedním ze zakladatelů Muzea umění a řemesel a také odborné školy, z níž vznikla Škola pozemního stavitelství, kterou 32 let vedl. Se svými studenty se účastnil velkých mezinárodních výstav (Terst 1882, Budapešť 1885 a 1886, Paříž 1900), kde získal několik ocenění a vyznamenání. Bollé hrál důležitou roli při formování vzhledu města Záhřeb v druhé polovině 19. století. S Bolléem spolupracoval dánský malíř a dekoratér Johannes Clausen.
Z architektonického hlediska jsou důležité i letní rezidence jako Višnjevac u obce Mali Radenci ve Sremu na sremské planině poblíž pohoří Fruška Gora z roku 1905, snebo Fišerov Salaš mezi městy Ruma a Jarak.
Zatímco letní sídlo Višnjevac bylo postaveno jako takzvaná pudarska kuča (chata strážce vinohradu) a agronomické centrum ve středu sremské plošiny daleko od městské zástavby, sloužilo sídlo Fišerov salaš (salaš znamená farma) jako reprezentativní letní rezidence určená pro rekreaci majitelů. Fišerov salaš je dřevěný dům obklopený podloubím stojící uprostřed parku s exotickými dřevinami (mimo jiné například jinan). Dům má doškovou střechu, která v této oblasti není obvyklá. Ve městě Ruma samotném Bollé navrhl pro srbskou ortodoxní církev Kostel sv. Ducha. Zdejší monumentální ikonostas svými ikonami vyzdobil Uroš Predić. Kromě toho Bollé na zdejším hřbitově navrhl dvě rodinné hrobky.

## Nejznámější projekty

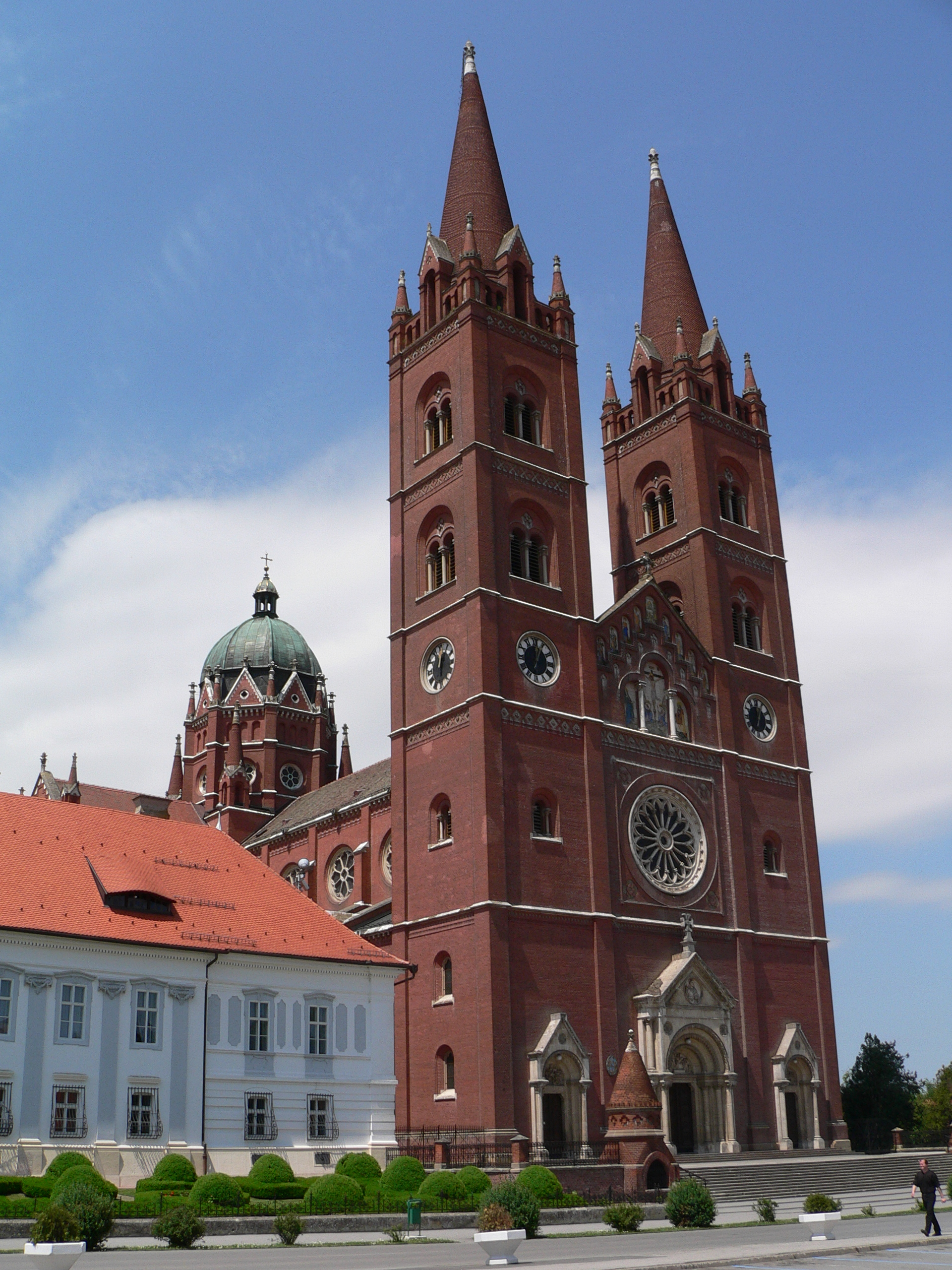
Katedrála ve městě Đakovo
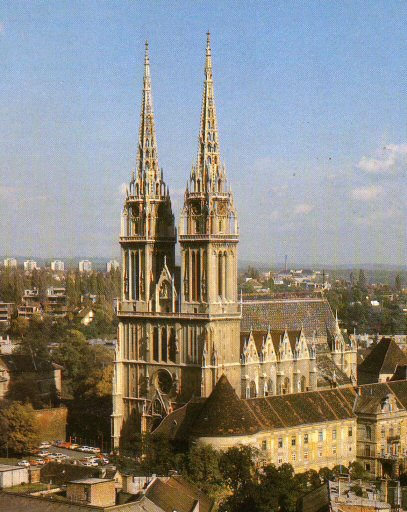
Záhřebská katedrála
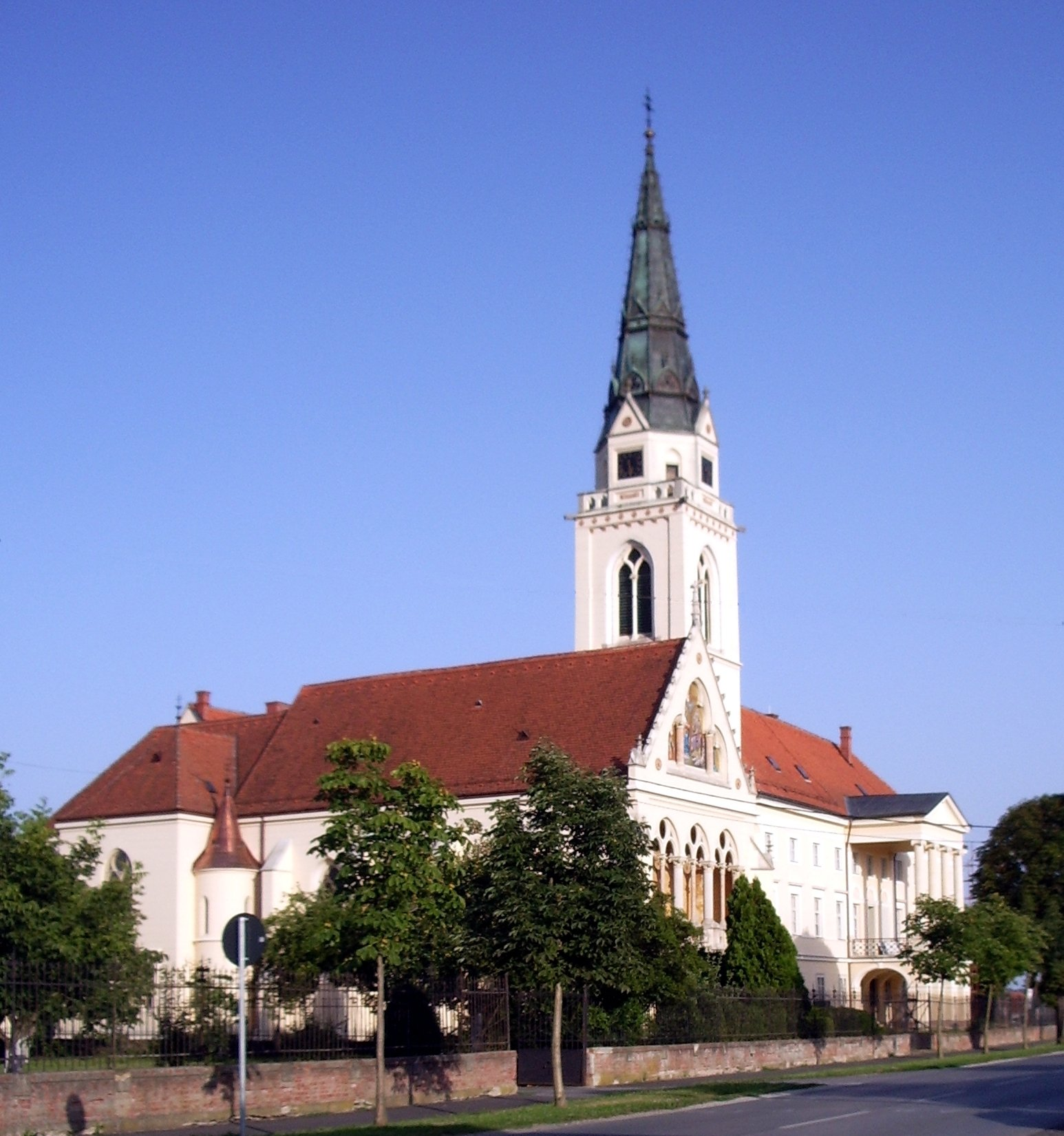
Katedrála, Križevci
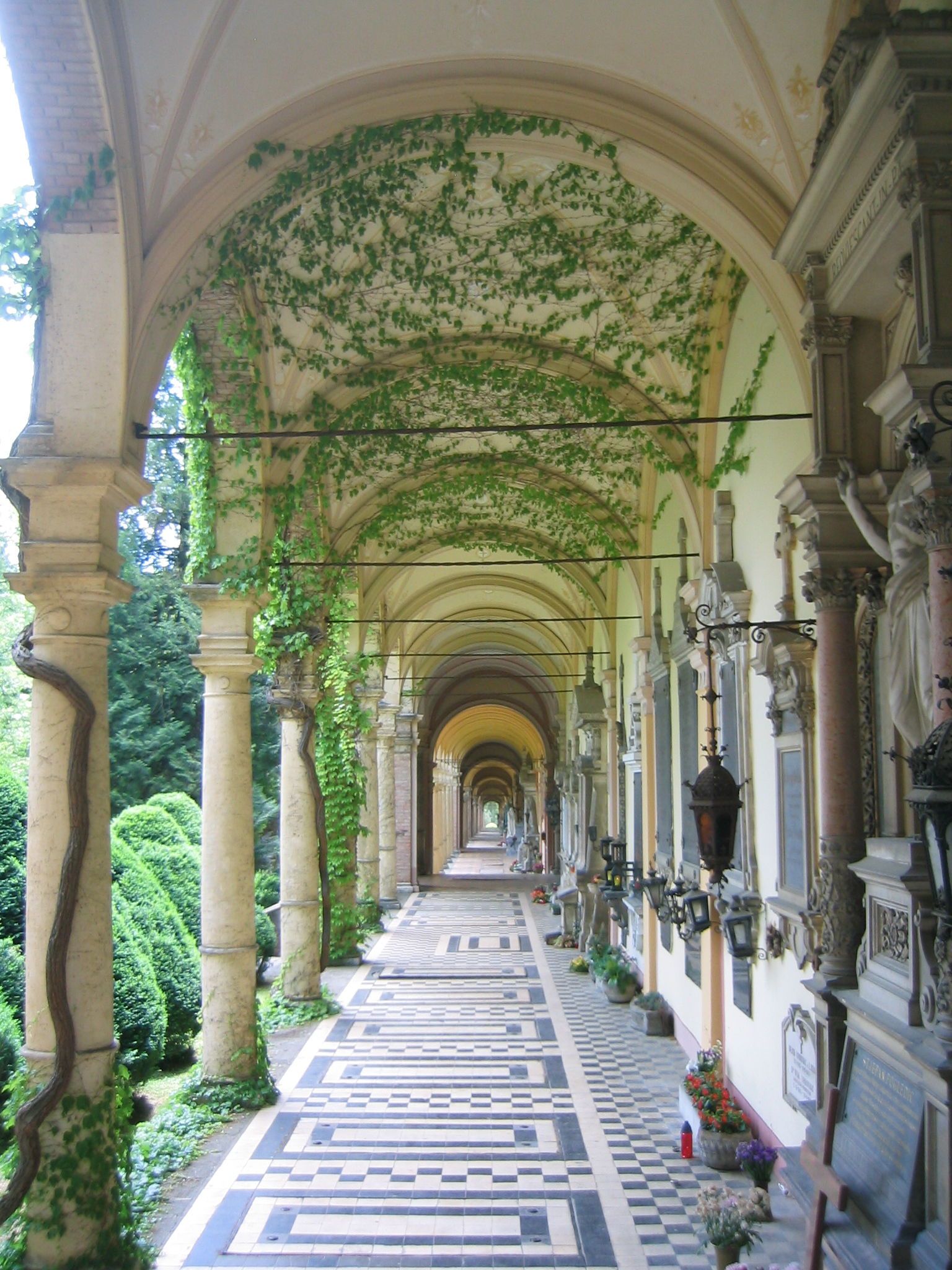
Hřbitov Mirogoj
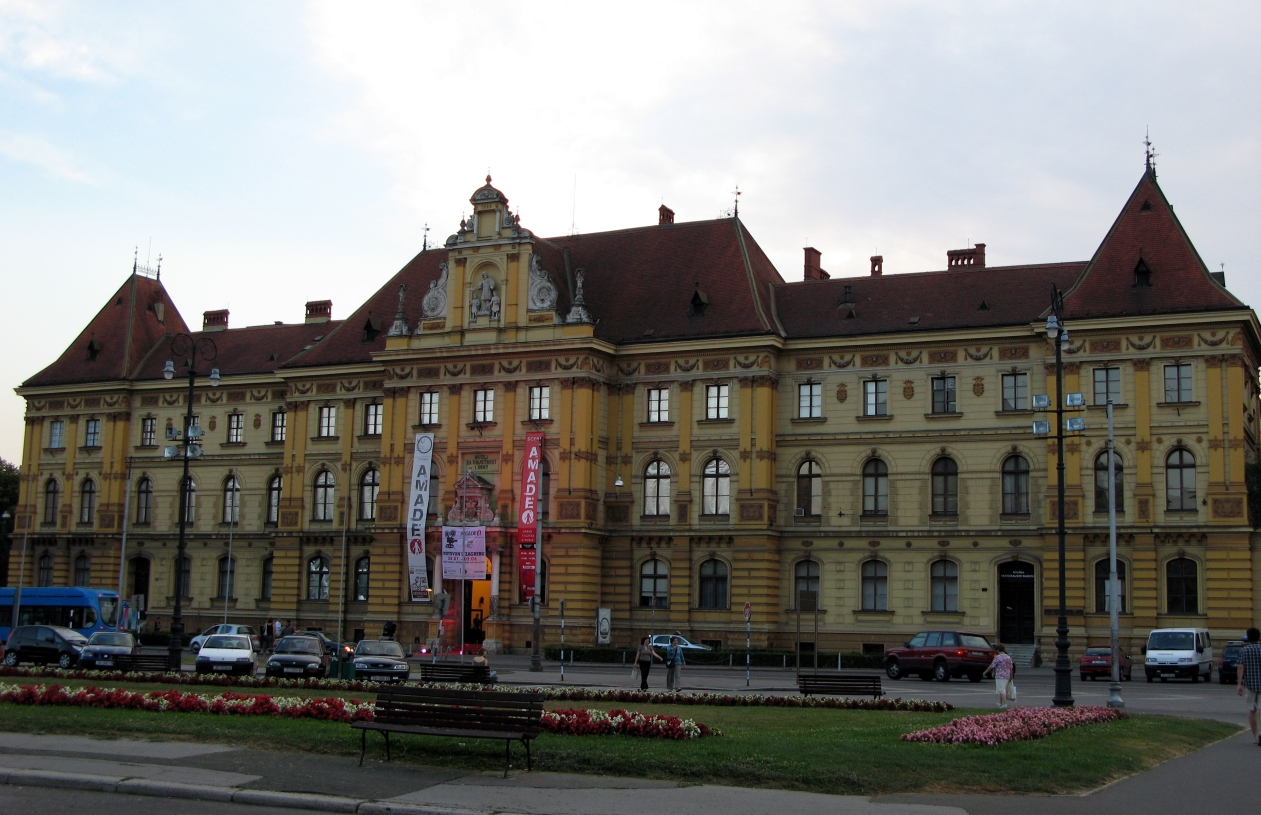
Muzeum umění a řemesel, Náměstí Chorvatské republiky, Záhřeb

## Dílo

### Městské stavby
Záhřeb
- palác HAZU

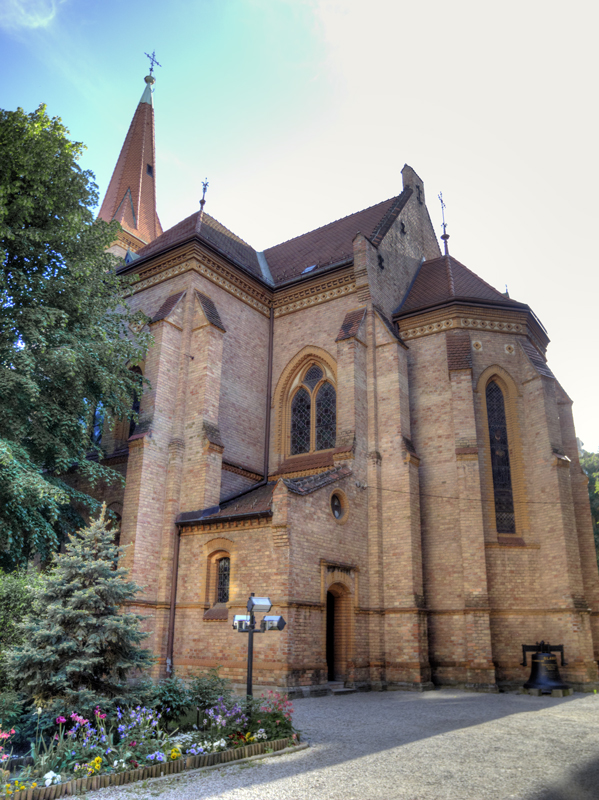
Evangelická farnost, Záhřeb

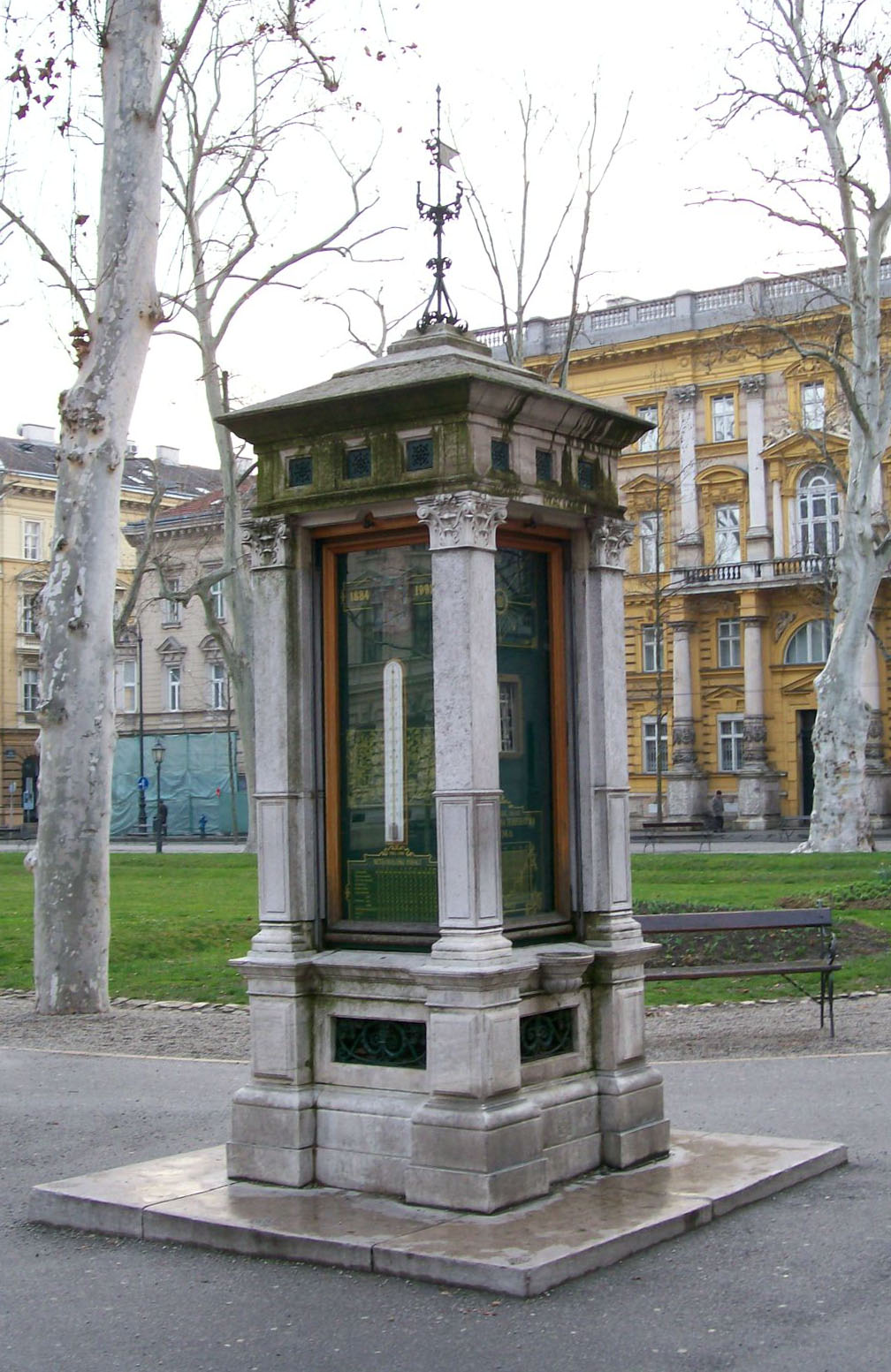
Meteorologický sloup, Zrinjevac

- oddělení sv. Josipa a klášter Magdalenki na Nazorově ulici (1879)
- seminární kaple na Kaptolu (po roce 1880)
- chemické laboratoře na Strossmayerově náměstí (1882-1884)
- Evangelická farnost Záhřeb (1881-1884.)
- budova Muzea umění a řemesel a Obrtna škola (1882-1892)
- palác Pongratz na Náměstí bána Jelačiće (1882-1884, zbořen mezi světovými válkami)
- komplex hřbitova Mirogoj (arkády, márnice, kaple Krista Krále, kaple na ortodoxní části hřbitova a další památky, 1883-1914)
- vila Weiss na Prekrižji (1890, zrušena mezi světovými válkami)
- kaple na Ilyrském náměstí (1892)
- dvoupodlažní rodinný dům na ulici J. Žerjaviće 4 (1893)
- Pedagogická škola na ulici Medulićeva (s K. Waidmannem, 1893)
- umělecké ateliéry, Ilici 85 (ve spolupráci s V. Bukovcem, 1894).

další stavby v Chorvatsku
- katedrála Đakovo (1876-1883), pokračování projektu Karla Rösnera a Friedricha von Schmidta)
- gymnázium v Osijeku (od 1880)
- pohřební kaple rodiny Pejačević, Našice (1881)
- rodinná hrobka Jelačić v komplexu Novi Dvori ve městě Zaprešić (1884)
- farní kostel Tounj (1886-1897)
- dřevěný kostel, Gustelnica u Turopolje (1889)
- administrativní dům Weiss, Budinščina (1890)
- farní kostel a zámek, Šišljavić u města Karlovac (od 1892)
- kostel, Štikadi u Gračace (1894)
- farní kostel Sv. Martina (Dugo Selo, 1895)
- památník padlým hrdinům I. světové válce, vojenský hřbitov Karlovac (1918)

mimo Chorvatsko
- chorvatský pavilon na světové výstavě v Terstu (1882)
- farní kostel v Erdeviku, Srem (1885-1890)
- lesní pavilon na výstavě tisíciletí v Budapešti (1896)
- vinařská chata u Višnjevce, Srem (1903)
- pohřební kaple rodiny Đurišić, Rumi (1910)
- farní kostel Čalmi, Srem (1914, zničen za II. světové války)
- pohřební kaple Taschner, Rumi (kolem roku 1923)

### Obnova a restaurování
Záhřeb
- Kostel svatého Marka (pokračování podle návrhů F. Schmidta, 1877-1880)
- záhřebská katedrála i arcibiskupský palác (1880-1905)
- Kostel, Granešini (1880)
- kaptolské domy č. 2, 3, 4, 20, 21, 26 (samostatně nebo ve spolupráci, po roce 1880)
- průčelí kostela sv. Kateřiny (po roce 1880)
- františkánský kostel (1881-1902)
- kostel, Remetamo (od 1881)
- interiér pravoslavného kostela (1882-1894)
- budova, Ilica 45 (1882, přestavba)
- budova, Náměstí bána Jelačiće 1 (1882, zničen)
- řeckokatolický kostel Sv. Cyrila a Metoděje (1883-1885)
- budova Opatička ul. 10 (1892)
- kaple Sv. Ducha (od roku 1893)

v Chorvatsku
- farní kostel Sv. Anny, Križevci (1878-1890)
- poutní areál Marija Bistrica (1878-1883)
- farní kostel, Dubranec u Karlovacu (1883-1889)
- kostel, Resnik u Záhřebu (1887)
- farní kostel, Belica v Međimurje (1890)
- kostel, Kašt u města Ozalj (1892)
- františkánský kostel, Ilok (1892-1909)
- řeckokatolická katedrála, Križevci (od 1892)
- františkánský kostel a klášter, Kostajnica (1892)
- farní kostel, Velika Gorica (1893)
- episkopální kostel a dům, Pakrac (1893)
- kaple Sv. Marie, Gornja Stubica (před rokem 1896)
- pravoslavný kostel, Bjelovar (1897)
- Františkánský kostel, Virovitica (1899)

mimo Chorvatsko
- poutní kaple, Petrovaradín (1881)
- farní kostel, Franjindol (1888)
- klášter a kostel, Grgeteg, Srem (1899)